# Tagikistan ai XXII Giochi olimpici invernali
Il Tagikistan ha partecipato ai XXII Giochi olimpici invernali, che si sono svolti dal 7 al 23 febbraio a Soči in Russia, con una delegazione composta da un atleta.

## Sci alpino
| Gara                     | Atleta            | Manche 1 | Manche 1  | Manche 2 | Manche 2  | Totale | Totale    |
| Gara                     | Atleta            | Tempo    | Posizione | Tempo    | Posizione | Tempo  | Posizione |
| ------------------------ | ----------------- | -------- | --------- | -------- | --------- | ------ | --------- |
| Slalom speciale maschile | Alisher Quadratov | DNF      | DNF       | DNF      | DNF       | DNF    | DNF       |